# Championnat du Salvador de football
Le championnat du Salvador de football, aussi appelé Primerà Division, La Primera ou Liga Mayor, est le tournoi de football professionnel salvadorien le plus important du pays. Il a été créé en 1926 et se joue sous la forme de deux tournois semestriels appelée Clausura et Apertura depuis 1998.
Le CD FAS est le club qui a remporté le plus de titres de Primerà Division (19), le CD Luis Ángel Firpo et l'AD Isidro-Metapan étant quant à eux, les clubs qui ont remporté le plus de titres consécutifs (3).

## Histoire

### Fondation
En 1921, la Comisión Nacional de Educación Física organise la première semaine nationale du sport. Bien que cet événement ne concernent pas particulièrement les clubs de football, il a jeté les bases de ce qui deviendra la Primera División telle qu'elle est connue aujourd'hui. En 1924, en raison de la forte demande pour se sport, la Commission inclut un tournoi de football à son événement. En raison de l'énorme succès de ce tournoi, il est décidé en 1926 que celui-ci deviennent le championnat national de football. Trois équipes représentant trois zones différentes du pays participent à cette première compétition, le Nequepio (en) (zone centrale), le Chinameca SC (zone orientale) et l'Olímpic (zone ouest). Ce format est utilisé jusqu'en 1930 et la mort temporaire d'un championnat national.

### Controverse
La controverse a eu lieu à la suite du championnat 1929-1930, lorsque les finalistes de l'Excélsior FC (en) qui représentait la zone de l'Ouest se plaint que le match retour de la finale contre l'Hercules FC (en) a été faussé par l'arbitre qui aurait aidé le club du centre à remporter le titre. La Commission n'acceptant pas la plainte, le résultat n'est pas modifié, l'Excélsior FC (en) se retire de la compétition et l'Hercules FC (en) est couronné champion. Cet évènement conduit à l'apparition de soupçons de corruption envers les organisateurs de l'événement et les équipes de la zone occidentale du pays refusent de prendre part aux championnats suivants. C'est pour cette raison qu'il n'y aura plus de championnat national jusqu'en 1937.

### Le retour du championnat national
Le championnat national réapparait dans son format d'origine en 1937, mais pour une courte durée, puisque de nombreuses équipes se plaignent encore de la corruption au sein du tournoi. Par conséquent, le championnat est annulé entre 1938 et 1940 bien que les championnats régionaux se jouent toujours et que les vainqueurs de ceux-ci soient considérés comme des champions nationaux.
Entre 1941 et 1943, le championnat national est rétabli, mais encore une fois des soucis de corruption gangrène le football national et le championnat est annulé jusqu'en 1946 et l'apparition du professionnalisme au Salvador.

### Création de la Ligue et entrée dans le professionnalisme
En 1947, la FESFUT essaye d'organiser un championnat national sous le format d'une ligue comme ça se fait dans les pays voisins. Mais cet essai s'avère infructueux et le tournoi est suspendu après seulement quelques journées. Il a lieu lors de la saison suivante, mais est reportée une nouvelle fois en 1949 à cause du manque d'engouement des supporteurs.
Bien que ce nouveau format ai du mal à s'implanter à cause de lacunes dans l'organisation, il va s'installer définitivement en 1950 avec les prémices de la professionnalisation du football.

### Les premiers championnats
Durant les années 1950, l'intérêt pour le championnat national monte, et même si les organisateurs ont affaire à de nombreux abandons en fin de saison, la présence de nombreux clubs prêts à prendre leurs places permet de maintenir la compétition à flot.
Ainsi en 1955, les organisateurs annoncent que le championnat se jouera désormais avec des matchs aller-retour, avec un maximum de dix équipes participantes. C'est également cette année que la ligue introduit le système de promotion et relégation.

### Le passage aux tournois semestriels
En 1998, les responsables de la ligue décide de changer de format pour passer d'un championnat saisonnier à des tournois semestriels au format Apertura/Clausura comme les pays voisins, avec l'espoir de susciter un plus grand intérêt pour cette compétition et de garder ses joueurs lors des inter-saisons.

## Évolution du règlement et des infrastructures
Les tournois saisonniers de Primera División se déroulent toujours de la même façon : dans un premier temps, chaque club rencontre à deux reprises les neuf autres clubs participants, une fois à domicile et une fois à l'extérieur, pour un total de dix-huit matchs.
Les équipes reçoivent trois points pour une victoire, un point pour un match nul, et aucun point pour une défaite et sont classées par nombre total de points. Si deux équipes ont le même nombre de points, c'est la différence de buts générale qui détermine leur classement.
Les quatre premières équipes à l'issue de cette première phase sont qualifiées pour la phase finale sauf si le quatrième a le même nombre de points que ses poursuivants, à ce moment-là, une phase de repêchage est organisée.
Il existe également un système de promotion et relégation entre la Primera División et la Segunda División. En mai de chaque année, à l'issue des deux tournois Apertura et Clausura, l'équipe avec le moins de points sur le total sur des deux compétitions, est automatiquement reléguée en Segunda División, tandis que l'équipe terminant avant dernière doit participer à un barrage face au deuxième de la Segunda División.
Le vainqueur de Segunda División est quant à lui, assuré de monter en Primera División. Cela signifie que chaque année, un maximum de deux équipes peuvent être reléguées de Primera División en fonction des résultats du barrage.

### Règle des joueurs étrangers
Depuis 2009, la FESFUT a mis en place un règle ayant pour but de favoriser la formation de joueurs salvadoriens afin d'améliorer le niveau de l'équipe nationale.
Ainsi, pour chaque tournoi, les équipes n'ont pas le droit de faire jouer plus de trois joueurs n'ayant pas la nationalité salvadorienne quel que soit leur lieu de naissance. Néanmoins, en cas de blessure grave, un quatrième joueur peut être appelé en renfort.

## Qualification pour les tournois internationaux
Depuis 2007 et la dernière édition de la Copa Interclubes UNCAF, les clubs du Salvador ne peuvent se qualifier que pour une seule compétition internationale.
Les champions de chaque tournoi Apertura et Clausura sont qualifiés pour la Ligue des champions de la CONCACAF.
À partir de la saison 2016-2017, un troisième club salvadorien se qualifie également pour la compétition.

## Clubs de la saison 2022-2023
| \| Águila Dragón Jocoro Alianza Atlético Marte FAS Isidro-Metapan Santa Tecla Chalatenango Platense Luis Ángel Firpo Once Deportivo \| Localisation des équipes. |
| Águila Dragón Jocoro Alianza Atlético Marte FAS Isidro-Metapan Santa Tecla Chalatenango Platense Luis Ángel Firpo Once Deportivo                                 |

| Équipe             | Ville        | Stade                        | Capacité |
| CD Águila          | San Miguel   | Stade Juan Francisco Barraza | 10 000   |
| Alianza FC         | San Salvador | Stade Cuscatlán              | 53 400   |
| Atlético Marte     | San Salvador | Stade Cuscatlán              | 53 400   |
| CD Chalatenango    | Chalatenango | Stade José Gregorio Martínez | 15 000   |
| CD Dragón          | San Miguel   | Stade Juan Francisco Barraza | 15 500   |
| CD FAS             | Santa Ana    | Stade Oscar Quiteño          | 15 000   |
| AD Isidro-Metapan  | Metapán      | Stade Jorge Calero Suárez    | 8 000    |
| Jocoro FC (en)     | Jocoro       | Complexe Tierra de Fuego     | 15 000   |
| Luis Ángel Firpo   | Usulután     | Stade Sergio Torres          | 10 000   |
| Once Deportivo     | Ahuachapán   | Stade Arturo Simeón Magaña   | 4 000    |
| Santa Tecla FC     | Santa Tecla  | Stade Las Delicias           | 3 000    |
| Platense Municipal | Zacatecoluca | Stade Antonio Toledo Valle   | 6 200    |

## Palmarès

### Palmarès du championnat amateur
| Saison    | Vainqueur        | Finaliste                 |
| 1926-1927 | Chinameca SC     | CD Nequepio (en)          |
| 1927-1928 | CD Hércules      | Chinameca Sporting Club   |
| 1928-1929 | CD Hércules      | Excélsior FC (en)         |
| 1929-1930 | CD Hércules      | Excélsior FC (en)         |
| 1930-1931 | CD Hércules      | -                         |
| 1931-1932 | CD Hércules      | -                         |
| 1932-1933 | CD Hércules      | -                         |
| 1933-1934 | CD Hércules      | -                         |
| 1934-1935 | CD Maya (en)     | -                         |
| 1935-1936 | CD Maya (en)     | -                         |
| 1936-1937 | CD 33 (en)       | CD Alacranes (en)         |
| 1937-1938 | CD 33 (en)       | CD Maya (en)              |
| 1938-1939 | CD 33 (en)       | -                         |
| 1939-1940 | CD España (en)   | -                         |
| 1940-1941 | Quequeisque      | -                         |
| 1941-1942 | Quequeisque      | Juventud Olímpica Metalio |
| 1942-1943 | Quequeisque      | Ferrocarril (en)          |
| 1943-1944 | Quequeisque      | -                         |
| 1944-1945 | Quequeisque      | -                         |
| 1945-1946 | Quequeisque      | -                         |
| 1946      | Libertad FC (en) | Once Municipal            |

### Palmarès du championnat professionnel
| Saison                                                                            | Vainqueur/Champion        | Score                   | Finaliste/Dauphin                  | Notes                   |  |
| Championnat saisonnier                                                            |                           |                         |                                    |                         |  |
| 1948-1949 (Détails)                                                               | Once Municipal (1)        | -                       | Libertad FC (en)                   |                         |  |
| 1949-1950                                                                         | Championnat non disputé   | Championnat non disputé | Championnat non disputé            | Championnat non disputé |  |
| 1950-1951 (Détails)                                                               | CD Dragon (1)             | -                       | CD FAS                             |                         |  |
| 1951-1952 (Détails)                                                               | CD FAS (1)                | -                       | Leones (en)                        |                         |  |
| 1952-1953 (Détails)                                                               | CD Dragon (2)             | -                       | Juventud Olímpica Metalio          |                         |  |
| 1953-1954 (Détails)                                                               | CD FAS (2)                | -                       | CD Dragon                          |                         |  |
| 1954-1955 (Détails)                                                               | CD Atlético Marte (1)     | -                       | CD Dragon                          |                         |  |
| 1955-1956 (Détails)                                                               | CD Atlético Marte (2)     | -                       | CD Luis Ángel Firpo                |                         |  |
| 1956-1957 (Détails)                                                               | CD Atlético Marte (3)     | -                       | Atlante San Alejo (en)             |                         |  |
| 1957-1958 (Détails)                                                               | CD FAS (3)                | -                       | Once Municipal                     |                         |  |
| 1958-1959 (Détails)                                                               | CD Águila (1)             | -                       | CD FAS                             |                         |  |
| 1960-1961 (Détails)                                                               | CD Águila (2)             | -                       | CD FAS                             |                         |  |
| 1961-1962 (Détails)                                                               | CD FAS (4)                | -                       | CD Águila                          |                         |  |
| 1962-1963 (Détails)                                                               | CD FAS (5)                | -                       | CD Atlante                         |                         |  |
| 1963-1964 (Détails)                                                               | CD Águila (3)             | -                       | CD Juventud Olímpica               |                         |  |
| 1964-1965 (Détails)                                                               | CD Águila (4)             | -                       | CD FAS                             |                         |  |
| 1965-1966 (Détails)                                                               | Alianza FC (1)            | 2-1                     | CD Águila                          |                         |  |
| 1966-1967 (Détails)                                                               | Alianza FC (2)            | 5-1                     | CD Sonsonate                       |                         |  |
| 1967-1968 (Détails)                                                               | CD Águila (5)             | -                       | CD FAS                             |                         |  |
| 1968-1969 (Détails)                                                               | CD Atlético Marte (4)     | -                       | CD FAS                             |                         |  |
| Championnat annuel                                                                |                           |                         |                                    |                         |  |
| 1970 (Détails)                                                                    | CD Atlético Marte (5)     | -                       | CD FAS                             |                         |  |
| 1971 (Détails)                                                                    | CD Juventud Olímpica (1)  | -                       | Alianza FC                         |                         |  |
| 1972 (Détails)                                                                    | CD Águila (6)             | -                       | CD Juventud Olímpica               |                         |  |
| 1973 (Détails)                                                                    | CD Juventud Olímpica (2)  | -                       | Alianza FC                         |                         |  |
| 1974 (Détails)                                                                    | CD Platense Municipal (1) | -                       | CD Negocios Internacionales        |                         |  |
| 1975 (Détails)                                                                    | CD Águila (7)             | 3-1                     | Alianza FC                         |                         |  |
| 1976 (Détails)                                                                    | CD Águila (8)             | -                       | Once Municipal                     |                         |  |
| 1977 (Détails)                                                                    | CD FAS (6)                | -                       | Once Municipal                     |                         |  |
| 1978 (Détails)                                                                    | CD FAS (7)                | -                       | Alianza FC                         |                         |  |
| 1979 (Détails)                                                                    | CD Santiagueño (1)        | -                       | CD Águila                          |                         |  |
| 1980 (Détails)                                                                    | CD Atlético Marte (6)     | -                       | CD Santiagueño                     |                         |  |
| 1981 (Détails)                                                                    | CD FAS (8)                | -                       | CD Independiente                   |                         |  |
| 1982 (Détails)                                                                    | CD Atlético Marte (7)     | -                       | CD Independiente                   |                         |  |
| 1983 (Détails)                                                                    | CD Águila (9)             | -                       | CD FAS                             |                         |  |
| 1984 (Détails)                                                                    | CD FAS (9)                | -                       | CD Águila                          |                         |  |
| 1985 (Détails)                                                                    | CD Atlético Marte (8)     | -                       | Alianza FC                         |                         |  |
| Championnat saisonnier                                                            |                           |                         |                                    |                         |  |
| 1986-1987 (Détails)                                                               | Alianza FC (3)            | 0-0                     | CD Águila                          | Tirs au but : 7-6       |  |
| 1987-1988 (Détails)                                                               | CD Águila (10)            | -                       | CD FAS                             |                         |  |
| 1988-1989 (Détails)                                                               | CD Luis Ángel Firpo (1)   | 3-3                     | Cojutepeque FC (en)                | Tirs au but : 4-3       |  |
| 1989-1990 (Détails)                                                               | Alianza FC (4)            | 3-1                     | CD Luis Ángel Firpo                |                         |  |
| 1990-1991 (Détails)                                                               | CD Luis Ángel Firpo (2)   | 1-0                     | CD Águila                          |                         |  |
| 1991-1992 (Détails)                                                               | CD Luis Ángel Firpo (3)   | 3-0                     | Alianza FC                         |                         |  |
| 1992-1993 (Détails)                                                               | CD Luis Ángel Firpo (4)   | 2-1                     | Alianza FC                         |                         |  |
| 1993-1994 (Détails)                                                               | Alianza FC (5)            | 2-1                     | CD FAS                             |                         |  |
| 1994-1995 (Détails)                                                               | CD FAS (10)               | 4-3                     | CD Luis Ángel Firpo                |                         |  |
| 1995-1996 (Détails)                                                               | CD FAS (11)               | 2-1                     | CD Luis Ángel Firpo                |                         |  |
| 1996-1997 (Détails)                                                               | Alianza FC (6)            | 3-2                     | CD Luis Ángel Firpo                |                         |  |
| 1997-1998 (Détails)                                                               | CD Luis Ángel Firpo (5)   | 2-0                     | CD FAS                             |                         |  |
| Championnat semestriel                                                            |                           |                         |                                    |                         |  |
| Apertura 1998 (Détails)                                                           | Alianza FC (7)            | 1-0                     | CD Luis Ángel Firpo                |                         |  |
| Clausura 1999 (Détails)                                                           | CD Luis Ángel Firpo (6)   | 1-1                     | CD FAS                             | Tirs au but : 5-4       |  |
| Apertura 1999 (Détails)                                                           | CD Águila (11)            | 1-0                     | CD Municipal Limeño                |                         |  |
| Clausura 2000 (Détails)                                                           | CD Luis Ángel Firpo (7)   | 1-1                     | AD El Transito                     | Tirs au but : 11-10     |  |
| Apertura 2000 (Détails)                                                           | CD Águila (12)            | 3-2                     | CD Municipal Limeño                |                         |  |
| Clausura 2001 (Détails)                                                           | CD Águila (13)            | 2-1                     | CD FAS                             |                         |  |
| Apertura 2001 (Détails)                                                           | Alianza FC (8)            | 2-1                     | CD Luis Ángel Firpo                |                         |  |
| Clausura 2002 (Détails)                                                           | CD FAS (12)               | 4-0                     | Alianza FC                         |                         |  |
| Apertura 2002 (Détails)                                                           | CD FAS (13)               | 3-1                     | San Salvador FC                    |                         |  |
| Clausura 2003 (Détails)                                                           | San Salvador FC (1)       | 3-1                     | CD Luis Ángel Firpo                |                         |  |
| Apertura 2003 (Détails)                                                           | CD FAS (14)               | 2-2                     | CD Águila                          | Tirs au but : 5-3       |  |
| Clausura 2004 (Détails)                                                           | Alianza FC (9)            | 1-1                     | CD FAS                             | Tirs au but : 3-2       |  |
| Apertura 2004 (Détails)                                                           | CD FAS (15)               | 0-0                     | Atlético Balboa                    | Tirs au but : 4-3       |  |
| Clausura 2005 (Détails)                                                           | CD FAS (16)               | 3-1                     | CD Luis Ángel Firpo                |                         |  |
| Apertura 2005 (Détails)                                                           | CD Vista Hermosa (1)      | 2-0                     | AD Isidro-Metapan                  |                         |  |
| Clausura 2006 (Détails)                                                           | CD Águila (14)            | 4-2                     | CD FAS                             |                         |  |
| Apertura 2006 (Détails)                                                           | Once Municipal (2)        | 3-1                     | CD FAS                             |                         |  |
| Clausura 2007 (Détails)                                                           | AD Isidro-Metapan (1)     | 1-0                     | CD Luis Ángel Firpo                |                         |  |
| Apertura 2007 (Détails)                                                           | CD Luis Ángel Firpo (8)   | 1-1                     | CD FAS                             | Tirs au but : 5-3       |  |
| Clausura 2008 (Détails)                                                           | CD Luis Ángel Firpo (9)   | 1-0                     | CD FAS                             |                         |  |
| Apertura 2008 (Détails)                                                           | AD Isidro-Metapan (2)     | 3-3                     | CD Chalatenango                    | Tirs au but : 4-3       |  |
| Clausura 2009 (Détails)                                                           | AD Isidro-Metapan (3)     | 1-0                     | CD Luis Ángel Firpo                |                         |  |
| Apertura 2009 (Détails)                                                           | CD FAS (17)               | 3-2                     | CD Águila                          |                         |  |
| Clausura 2010 (Détails)                                                           | AD Isidro-Metapan (4)     | 3-1                     | CD Águila                          |                         |  |
| Apertura 2010 (Détails)                                                           | AD Isidro-Metapan (5)     | 0-0                     | Alianza FC                         | Tirs au but : 4-3       |  |
| Clausura 2011 (Détails)                                                           | Alianza FC (10)           | 2-1                     | CD FAS                             |                         |  |
| Apertura 2011 (Détails)                                                           | AD Isidro-Metapan (6)     | 1-0                     | Once Municipal                     |                         |  |
| Clausura 2012 (Détails)                                                           | CD Águila (15)            | 2-1                     | AD Isidro-Metapan                  |                         |  |
| Apertura 2012 (Détails)                                                           | AD Isidro-Metapan (7)     | 1-1                     | Alianza FC                         | Tirs au but : 5-4       |  |
| Clausura 2013 (Détails)                                                           | CD Luis Ángel Firpo (10)  | 3-0                     | CD FAS                             |                         |  |
| Apertura 2013 (Détails)                                                           | AD Isidro-Metapan (8)     | 1-0                     | CD FAS                             |                         |  |
| Clausura 2014 (Détails)                                                           | AD Isidro-Metapan (9)     | 0-0                     | CD Dragón                          | Tirs au but : 6-5       |  |
| Apertura 2014 (Détails)                                                           | AD Isidro-Metapan (10)    | 1-1                     | CD Águila                          | Tirs au but : 3-2       |  |
| Clausura 2015 (Détails)                                                           | Santa Tecla FC (1)        | 1-1                     | AD Isidro-Metapan                  | Tirs au but : 3-1       |  |
| Apertura 2015 (Détails)                                                           | Alianza FC (11)           | 1-0                     | CD FAS                             |                         |  |
| Clausura 2016 (Détails)                                                           | CD Dragón (3)             | 1-0                     | CD Águila                          |                         |  |
| Apertura 2016 (Détails)                                                           | Santa Tecla FC (2)        | 3-2                     | Alianza FC                         |                         |  |
| Clausura 2017 (Détails)                                                           | Santa Tecla FC (3)        | 4-0                     | Alianza FC                         |                         |  |
| Apertura 2017 (Détails)                                                           | Alianza FC (12)           | 4-1                     | Santa Tecla FC                     |                         |  |
| Clausura 2018 (Détails)                                                           | Alianza FC (13)           | 1-0                     | Santa Tecla FC                     |                         |  |
| Apertura 2018 (Détails)                                                           | Santa Tecla FC (4)        | 2-1                     | Alianza FC                         |                         |  |
| Clausura 2019 (Détails)                                                           | CD Águila (16)            | 0-0                     | Alianza FC                         | Tirs au but : 3-1       |  |
| Apertura 2019 (Détails)                                                           | Alianza FC (14)           | 1-0                     | CD FAS                             |                         |  |
| Clausura 2020 (Détails)                                                           | -                         | -                       | -                                  | Saison écourtée         |  |
| Apertura 2020 (Détails)                                                           | Alianza FC (15)           | 1-0                     | CD Águila                          |                         |  |
| Clausura 2021 (Détails)                                                           | CD FAS (18)               | 1-1                     | Alianza FC                         | Tirs au but : 4-3       |  |
| Apertura 2021 (Détails)                                                           | Alianza FC (16)           | 2-1                     | CD Platense Municipal Zacatecoluca |                         |  |
| Clausura 2022 (Détails)                                                           | Alianza FC (17)           | 1-1                     | CD Águila                          | Tirs au but : 5-4       |  |
| Apertura 2022 (Détails)                                                           | CD FAS (19)               | 2-0                     | Jocoro FC                          |                         |  |
| Clausura 2023 (Détails)                                                           | -                         | -                       | -                                  | Saison écourtée         |  |
| Apertura 2023 (Détails)                                                           | CD Águila (17)            | 3-0                     | Jocoro FC                          |                         |  |
| Clausura 2024 (Détails)                                                           | Alianza FC (18)           | 5-0                     | CD Municipal Limeño                |                         |  |
| Apertura (Tournoi de Clôture du championnat du Salvador de Football) 2024 Details |                           |                         |                                    |                         |  |

## Bilans
| Équipe              | Victoires |
| Club Deportivo FAS  | 19 (1952, 54, 58, 62, 63, 78, 79, 81, 84, 95, 96, Clau. 2002, Aper. 2002, Aper. 2003, Aper. 2004, Clau. 2005, Aper. 2009, Clau. 2021, Aper. 2022)       |
| Alianza FC          | 18 (1966, 67, 87, 90, 94, 97, Aper. 98, Aper. 01, Clau. 04, Clau. 11, Aper. 15, Aper. 17, Clau. 18, Aper. 19, Aper. 20, Aper. 21, Clau. 22, Clau. 2024) |
| CD Águila           | 17 (1960, 61, 64, 65, 68, 72, 76, 77, 83, 88, Aper. 1999, Aper. 2000, Clau. 2001, Clau. 2006, Clau. 2012, Clau. 2019, Aper. 2023)                       |
| CD Luis Ángel Firpo | 10 (1989, 91, 92, 93, 98, Clau. 1999, Clau. 2000, Aper. 2007, Clau. 2008, Clau. 13)                                                                     |
| AD Isidro-Metapan   | 10 (Clausura 2007, Aper. 2008, Clau. 2009, Clau. 2010, Aper. 2010, Aper. 2011, Aper. 2012, Aper.13, Clau. 14, Aper. 14)                                 |
| CD Atlético Marte   | 8 (1955, 56, 57, 69, 70, 81, 82, 85) |
| Santa Tecla FC      | 4 (Clau. 2015, Aper. 16, Clau. 17, Aper. 19) |
| CD Dragon           | 3 (1951, 53, Clau. 16) |
| Once Municipal      | 2 (1949, Aper. 2006) |
| Juventud Olímpica   | 2 (1971, 73) |
| CD Platense         | 1 (1975) |
| CD Santiagueño      | 1 (1980) |
| San Salvador FC     | 1 (Clau. 2003) |
| CD Vista Hermosa    | 1 (Aper. 2005) |

| Départements | Victoires |
| San Salvador | 31        |
| Santa Ana    | 29        |
| San Miguel   | 20        |
| Usulután     | 11        |
| La Libertad  | 4         |
| Ahuachapán   | 2         |
| Sonsonate    | 2         |
| Morazán      | 1         |